# 1700-talets mode

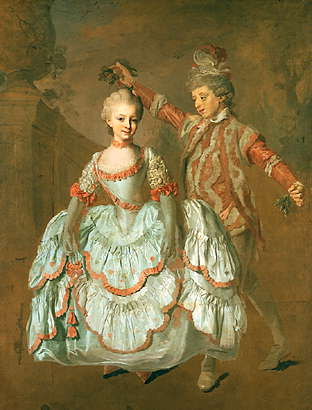
Dansande barn, målning av Lorens Pasch dy

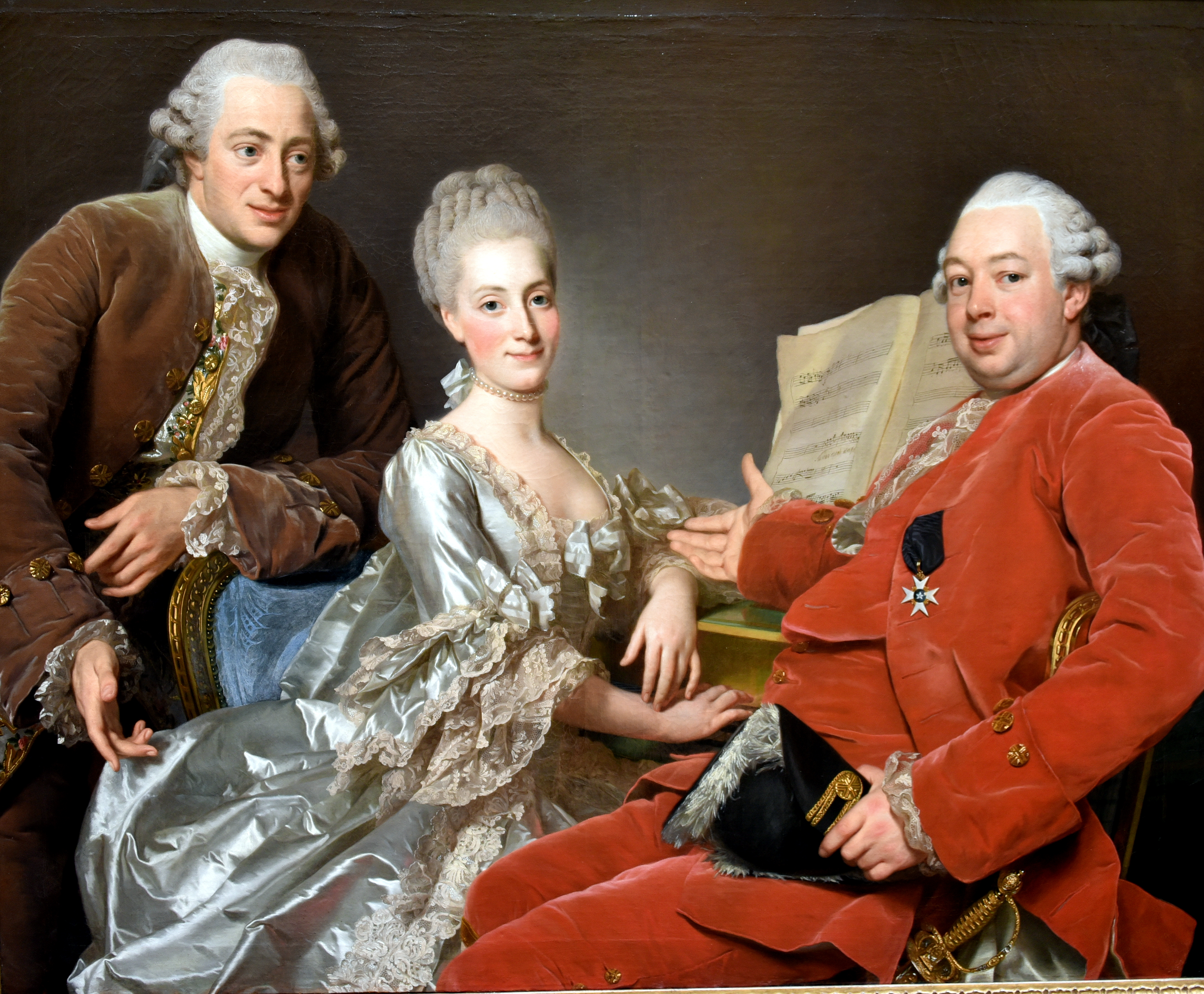
John Jennings Esq., his Brother and Sister-in-Law, by Alexander Roslin (1718-1793). Nationalmuseum, Stockholm, Sweden

1700-talets mode delas huvudsakligen upp i två perioder: régencen (1715–1730, uppkallad efter Filip av Orléans förmyndarregering) och rokokon (1730–1789).  Rokokons namn kommer från det franska ordet rocaille som betyder asymmetrisk upplöst klippformation.  Rokokons ideal präglades av lek och livfullhet. Den största skillnaden från barocken var brotten mot symmetrin och de ljusa färgerna.
Modehistoriskt delas 1700-talet in i sex perioder: 1680–1715, en fortsättning på den modeperiod som hade varat sedan 1680; 1715–1730, då régencen innebar en plötslig brytning med den tidigare perioden; 1730–1770, då modet under hela rokokon nästan inte förändrades alls eller enbart i detaljer; 1770–1780, senrokokon, vilken är den kanske mest välkända epoken som innehöll flera modedetaljer som associerades med seklet, som de höga vitpudrade frisyrerna; 1780–1794, då den tidiga klassicismen gradvis ersatte rokokon och introducerade ett enklare mode; och 1795–1820, då klassicismen helt hade ersatt rokokon och introducerat helt nya modeprinciper som sträckte sig in på det nya seklet.
Mycket av modet under 1700-talet introducerades vid det franska hovet och i Paris, som var epokens kulturella huvudstad, och spreds sedan därifrån vidare ut till det övriga Europa. Främst bland tidens trendsetters fanns profiler vid det franska hovet, och bland dessa kan nämnas Madame de Pompadour vid 1700-talets mitt och Marie Antoinette vid dess slut. 1700-talet var det sekel när enskilda modedesigner började sprida sina idéer internationellt, och Rose Bertin och andra blev kända namn: det var också då modetidningarna började ersätta de tidigare modedockorna, med början av The Lady's Magazine (1770–1847) och Cabinet des Modes (1785–1793). 

## Kvinnor

### Klädedräkt

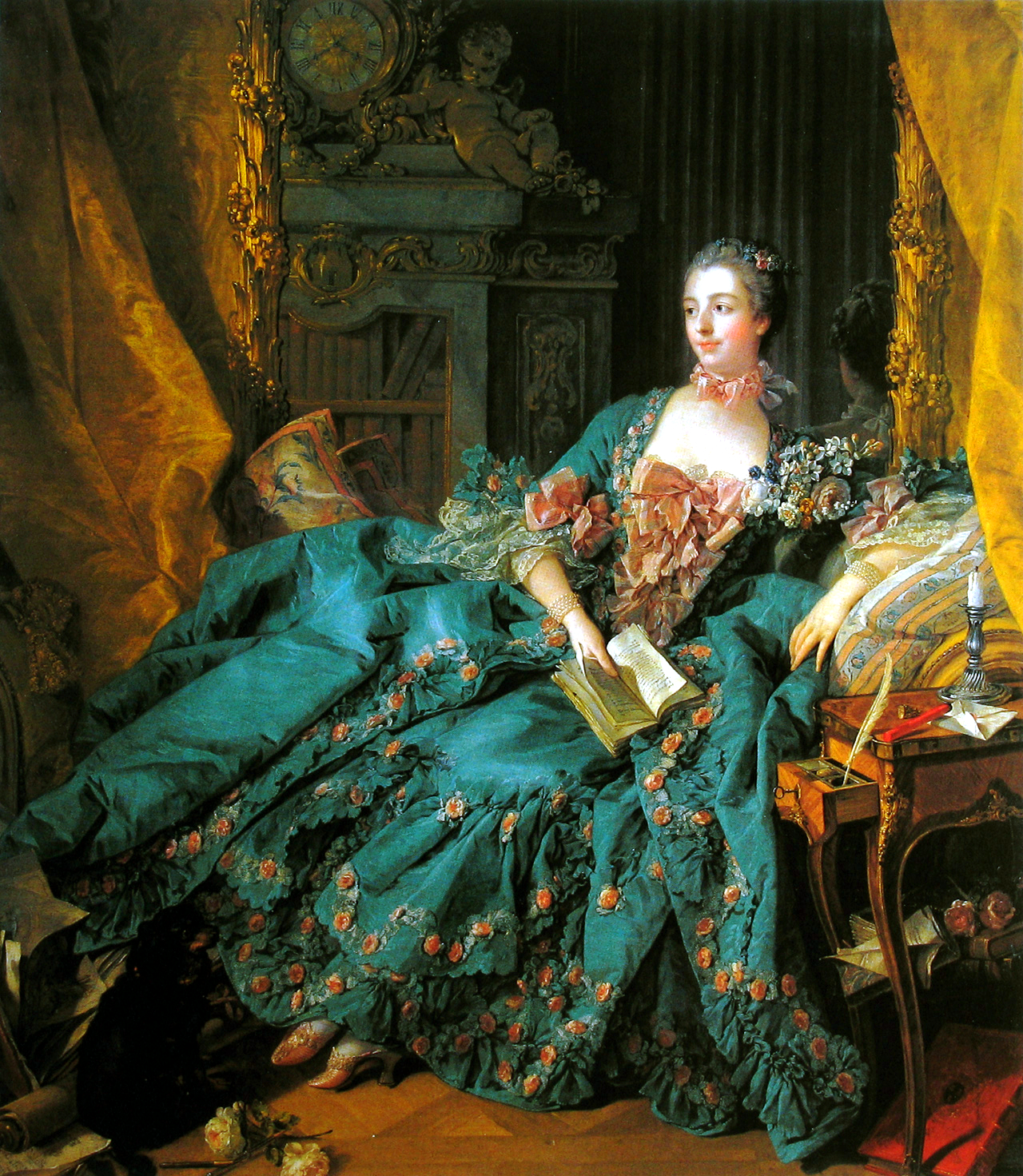
Madame de Pompadour i klänningsmodellen Robe à la française, grundmodellen under nästan hela seklet, 1756. Hon bär också den typiska platta frisyren som var den normala 1720–1770.

Det fanns bara några få klänningsmodeller som knappt ändrades under hela seklet, och det var istället genom färger, accessoarer och dekoren man följde modet. Klädedräkten ändrades efter modets krav genom att man bytte ut dess accessoarer och dekorationen på klänningen. Detta gjorde att modeindustrin dominerades av just dem som tillverkade accessoarer och de sömmerskor som sydde om gamla kläder, snarare än de skräddare som sydde själva klänningen. 

#### Mantua: 1680–1790
Mantuaklänningen var cirka 1680–1730 den klänning en kvinna bar som fullt påklädd. Mantuamodellen hade ett figurnära liv på både fram- och baksidan, ibland med en dekorerad isättning framtill och en sluten kjol. Ärmarna bestod vanligen av en rad spetsvolanger.
Mantuan ersattes på 1730-talet av Robe à la française, som under nästan hela 1700-talet var den vanligaste klänningsmodellen, men mantuan fortsatte att bäras parallellt som formell högtidsdräkt, särskilt vid de kungliga hoven.

#### Robe à la française 1715–1780
Robe à la française-modellen utvecklade sig ur den hemmaklänning eller negligé som bars hemma. Den bestod i grunden av en rock, som knöts fast med rosetter ovanpå snörlivet och öppnade sig över en underkjol. Ryggen kunde ha ett släp som räckte från axlarna till golvet. 
Modellen blev enormt populär, och var i fyrtio år (1730–1770) den typiska klänningsmodellen. Den varierades genom att man bytte ut dekorationen längs dess bårder. De hade vanligen halvlånga ärmar avslutade med en spetsvolang, som fram till 1750 hade manschett.
Den fick en sista renässans under 1770-talet, då den ett tag utvecklades till Robe à la polonaise, en modell där de draperades upp över höfterna, men försvann sedan. 

#### Robe à l'anglaise 1750–1790
Under 1770- och 1780-talen blev både mantuan och Robe à la française-modellen utkonkurrerade av Robe à l'anglaise. Den utvecklades ur mantuan, men bars fram till 1770-talet enbart i England, därav namnet.
Robe à l'anglaise-modellen var enklare än Robe à la française. Den saknade släp på ryggen, dess liv var slutet, och när den på 1770-talet blev modern utanför England var också kjolen ofta sluten. De hade vanligen halvlånga ärmar avslutade med en spetsvolang, som fram till 1750 hade manschett. 
Under 1780-talet bars den som ett mer formellt alternativ till chemiseklänningen. 

#### Caraco 1730–1790
En alternativ klädedräkt var en "kofta" eller jacka, en så kallad caraco, över kjol. Denna modell var omtyckt som vardagsplagg. Den bars av överklasskvinnor under resa och till jakt- och riddräkt. Det var också den normala vardagsklädseln för arbetar- och medelklasskvinnor. 
Den bars seklet ut, och var i egenskap av praktiskt vardagsplagg inte utsatt för hård konkurrens. Till skillnad från de övriga modellerna var den ofta långärmad och höghalsad. 

#### Negligé och chemise

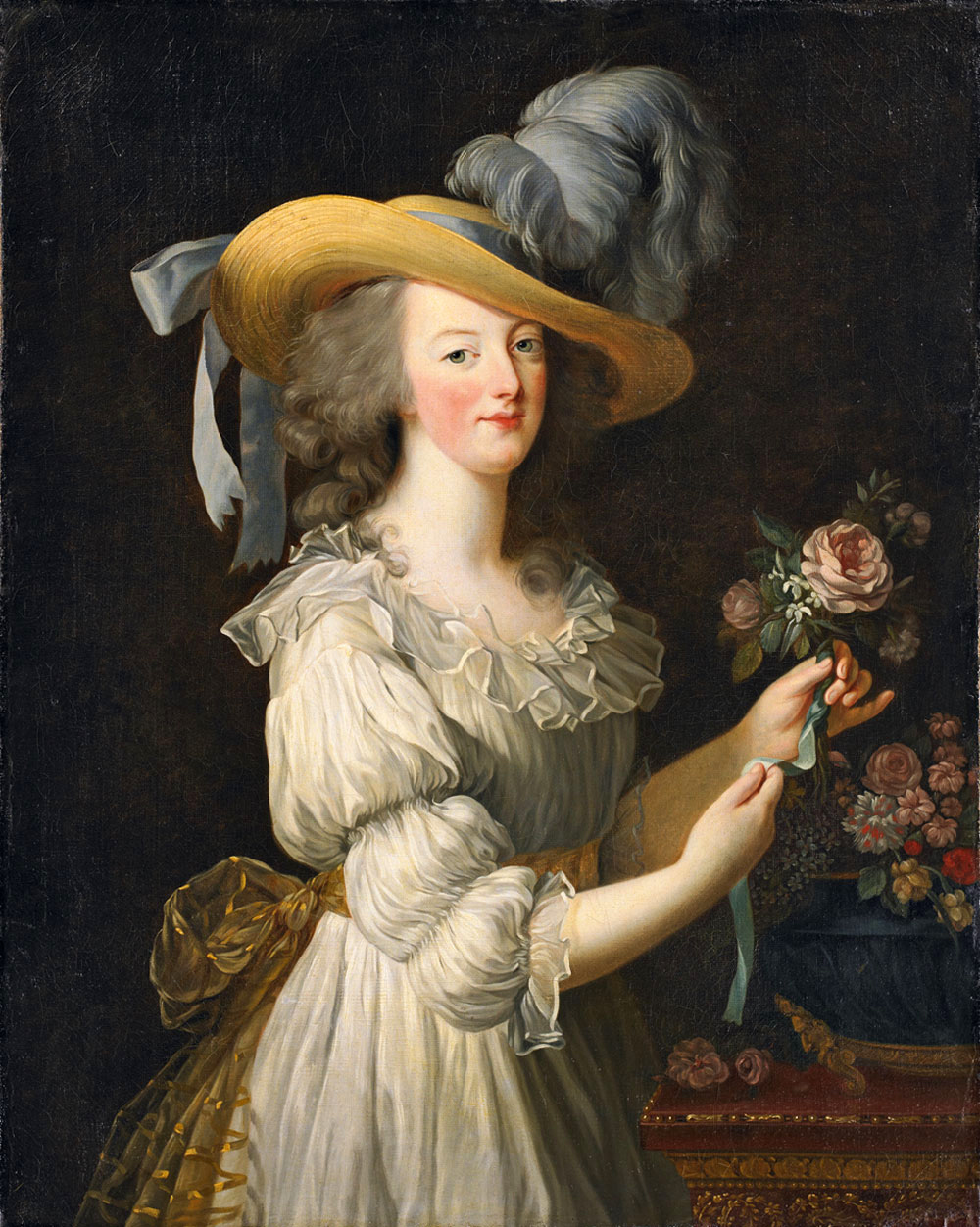
Marie Antoinette i den då moderna chemiseklänningen, 1783.

Överklassens kvinnor brukade som regel bära negligé hemma om dagarna, och endast vara fullt påklädda då de tog emot besök, eller då de lämnade hemmet. 
Negligén var en lös, säckliknande klänning med ärmar, som också kallades för saque eller "säck". Detta plagg kunde från 1720-talet även bäras som informell vardagsdräkt utanför hemmet. Även arbetarkvinnor kunde bära säckklänningen, och knöt då bara ett förkläde om midjan för att ge den ett mer formellt intryck.
Under 1770- och 1780-talen utvecklades negligén från säckklänningen till att bli ett slags kofta som bars över klänningen, eller särken.  Detta alltmer avklädda mode gjorde slutligen att ”la chemise” under 1780-talet blev det stora modeplagget. Chemisen var den franska benämningen på särken, det underplagg som bars närmast kroppen. Den bestod av ett långt, löst sittande vitt linne med långa vida ärmar som också användes som nattlinne och som kunde kantas med volanger vid ärmslag och halsringning. De gjordes normalt av linne. Omkring 1780 hade dessa ersatt säckklänningen som en fashionabel hemmaklänning. Dessa klänningar gjordes då muslintyg, ett tunnare tyg av bomull, och knöts ihop i midjan, eller ibland endast under bysten, av ett bredare sidenband. Förutom materialet och sidenskärpet såg chemiseklänningen alltså ut som ett dåtida underplagg, särken. 
Chemiseklänningen spred sig i aristokratiska kretsar Frankrike under 1770-talet, och ska ha influerats av hustrur och döttrar till de förmögna kreolska plantageägarna i Franska Västindien, som på grund av klimatet endast gick klädda i särken hemma. Chemiseklänningen fick sitt genombrott sedan drottning Marie Antoinette år 1783 lät måla av sig i en sådan klänning, och den kallades då chemise à la Reine efter henne.  När porträttet La Reine en gaulle hänges upp i  L'Académie royale de peinture et de sculpture, blev den mycket kritiserad eftersom drottningen bara hade ”underkläder” (det vill säga särk) på bilden. Kritikerna frågade sig om drottningen försökte få sidenhandlarna att gå i konkurs. Porträttet fick hängas undan och ersattes med porträtt av Marie-Antoinette i en mer konventionell klänningsmodell i siden.
Trots kritiken blev klänningstypen populär, inte minst hos drottningen och hennes vänner ute vid det informella Petit Trianon. Hon älskade att använda enklare klänningar eftersom det inte krävde paniers eller obekväma korsetter, och hon använde dem nästan jämt förutom vid de mest formella tillställningarna.  Modet spred sig till överklasskvinnor i hela Europa.  Under hela 1780-talet var chemiseklänningen den absolut mest moderna klänningen, och konkurrerade så småningom ut den mer formella Robe à l'anglaise-modellen av siden. När den franska hovdamen Henriette-Lucy de La Tour du Pin Gouvernet gifte sig 1787 beskrev hon sin garderob i senaste mode och poängterade att den innehöll många linneklänningar (det vill säga chemiseklänningar) men inte en enda sidenklänning.   Det var chemisemodellen som på 1790-talet utvecklades till den typiska empirklänningen med hög midja.

#### Underplagg
Det innersta underplagget var särken, på franska kallad chemise. Den bestod av ett långt, löst sittande vitt linne med långa vida ärmar, som också användes som nattlinne. Särken kunde räcka ned till smalbenen. Under denna tid bars inga sorters benkläder, då alla typer av byxor räknades som mansplagg, och kvinnor gick alltså med bart underliv under kjolarna. Under särken bars knälång strumpor, som knöts ihop med ett strumpeband vid knäet. Ovanpå särken bars en underkjol eller en "understubb", som ofta var kortare än den övre kjolen. 
Snörliv bars allmänt av kvinnor ur alla samhällsklasser under 1700-talet. Den var dock inte konstruerad för att snöras åt hårt om midjan, som 1800-talets korsetter. 1700-talets snörliv var främst avsett för att skapa en slät front på kroppens framsida, och för att ge bysten stöd, snarare än för att snöra in midjan. Även arbetarkvinnor bar snörliv, och de var normalt inte åtsnörda så hårt att de begränsade andning eller rörelsefrihet. 
Styvkjolen, de så kallade paniers, bars under klänningen för att få den att breda ut sig över höfterna från 1720-talet till 1770-talet. De kunde vara enormt vida under särskilt 1740- och 50-talen. Under 1770-talet krympte de bort i vardagsdräkt och bars under 1780-talet enbart till högtidsdräkt.  

#### Ytterplagg
Det normala ytterplagget för kvinnor under seklet var liksom tidigare en slängkappa eller cape med kapuschong, och sådana bars av alla samhällsklasser och skilde sig åt bara i utförande och material. De kunde vara av olika längd eller material och anpassas efter årstiden: under vintern kunde de vara fodrade med päls. Finare modeller hade öppningar för armarna. Kapuschongerna blev omoderna under 1770- och 80-talen på grund av de höga frisyrer och hattar som då blev populära.

### Frisyrer och hattar

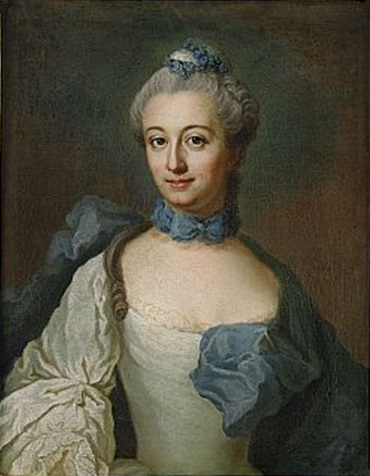
Fredrika Staël i den låga frisyr som var typisk 1720-1770.

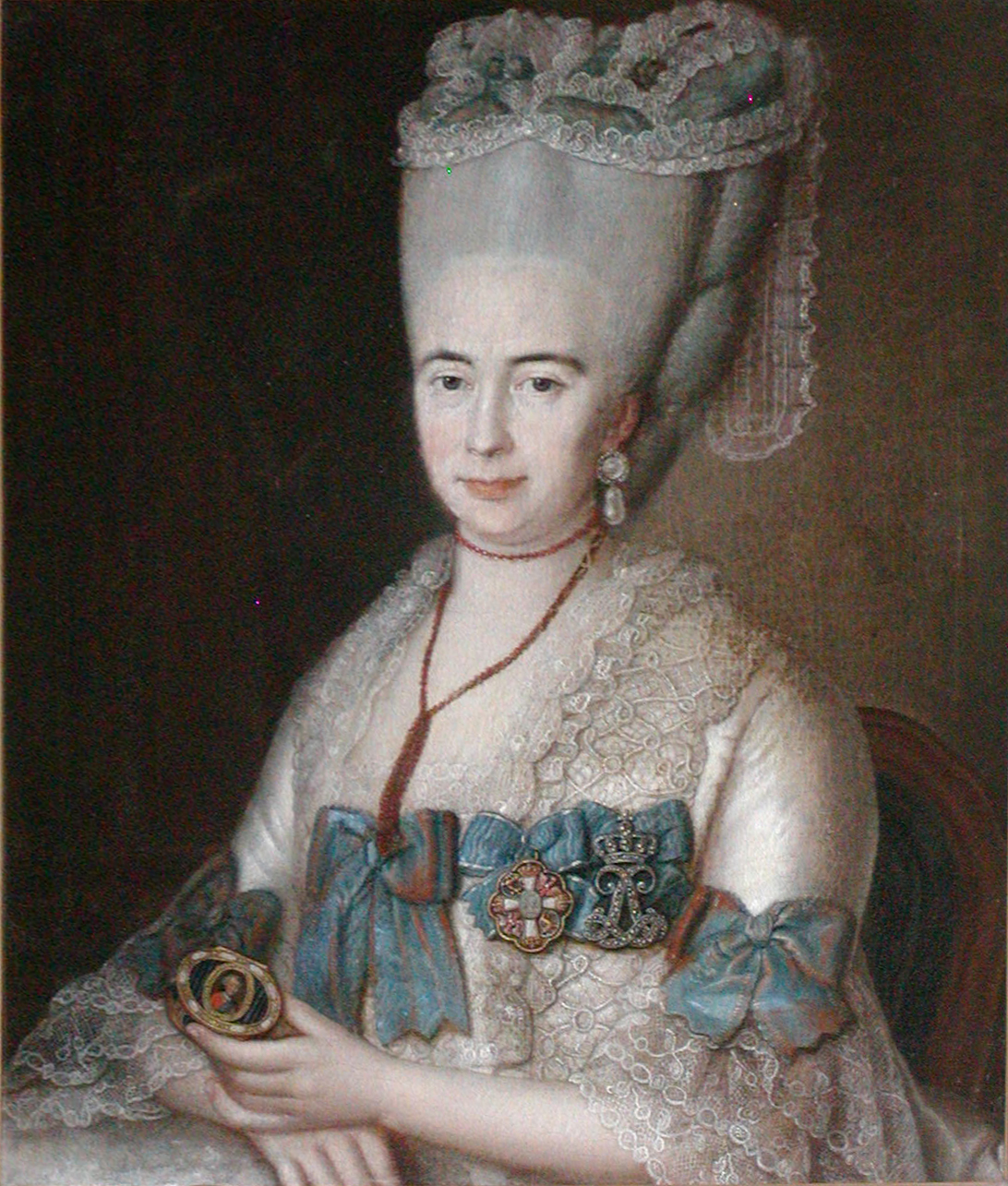
Margrethe Holck i 1770-talets typiska höga vitpudrade pouf-frisyr.

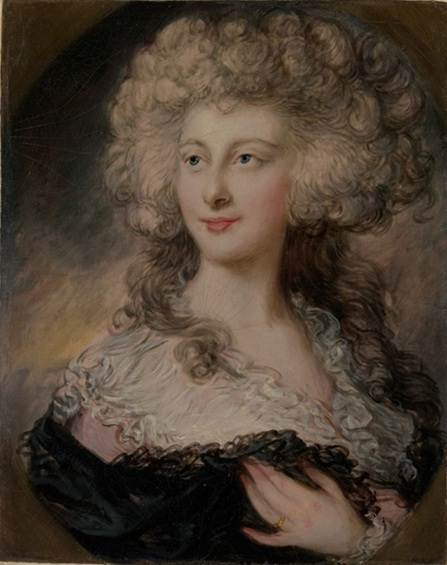
Anne Elizabeth Cholmley av Dupont. Typisk 1780-talsfrisyr; vid och fluffig snarare än hög.

#### 1715–1770
Det höga frisyrmodet med högt uppsatt hår under en fontang blev omodernt 1715. 
Kvinnor bar sedan under nästan hela 1700-talet håret kammat från ansiktet och friserat ganska slätt kring huvudet, ofta med en eller två långa korkskruvslockar över ena axeln. Frisyren kunde dekoreras med en blomma, men var oftast enkla. 
I början av seklet bar kvinnor ansiktsmask utomhus för att skydda ansiktet mot solljus. Vid mitten av seklet avlöstes masken av en hatt. Kvinnor kunde bära hattar i samma modell som män, men också bredbrättade hattar, ofta prydda med en plym. Man kunde också skydda sitt ansikte med en stor solfjäder, vilken vid seklets mitt avlöstes av ett parasoll.

#### 1770–1789
De höga, vitpudrade frisyrer som kommit att förknippas med 1700-talet genom porträtt från Ludvig XVI:s hov var i själva verket inte populära i mer än några år under 1770–och 80-talen. Det skämtades om dem redan då i karikatyrer. Dessa frisyrer blev moderna vid det franska hovet vintern 1773-1774, och var under de närmast följande åren mycket populära. De höga frisyrerna pryddes av dekorationer som konstgjorda blommor, fjädrar, plymer och rosetter. Hattar var, på grund av frisyrerna, mindre moderna till fördel för hårdekorationer. Från 1778 började frisyrerna minska på höjden, och efter 1780 var de snarare vida än höga.
Under 1780-talet var frisyrerna fortfarande stora men vida snarare än höga, och under decenniet krympte frisyrerna och blev allt mindre pudrade medan mer fokus lades hattar. Håret friserades nu i en fluffigt vid frisyr runt huvudet, lockade vid sidorna och i skruvlockar på baksidan, och utgjorde närmast underlag för hatten. Till skillnad från 1770-talets frisyrer, var det hatten som under 1780-talet blev huvudsaken, och pryddes av dekorationer som konstgjorda blommor, fjädrar, plymer och rosetter, och de kunde också bäras inomhus.

### Accessoarer

Solfjäder.

Accessoarer spelade stor roll under ett sekel när själva klänningsmodellen nästan inte ändrades alls, och man istället följde modet genom att byta accessoarer och dekorationer på kläderna. Dekorationer så som rosetter, rysch och konstgjorda blommor såldes lösa och användes för att variera de plagg man hade, snarare än att köpa ett helt nytt plagg. Accessoarer såldes av  modehandlare, som därför spelade en större roll för seklets mode än skräddare som faktiskt sydde kläderna. 
Urringningen var som regel djup i samtliga klänningar. De täcktes över med en vit sjal, fichu, som ofta var av tunt tyg. Fram till 1780 lades denna i kors över brösten och stoppades innanför klänningens linningar. Efter 1780 slogs den istället i kors runt hela överkroppen och knöts bakpå ryggen. Fichuerna var alltid vita men kunde vara prydd med spetsar, volanger och vitmönstrade. 
Solfjädrar var en självklar modeaccessoar.

## Män

Gustav III och hans bröder, 1771

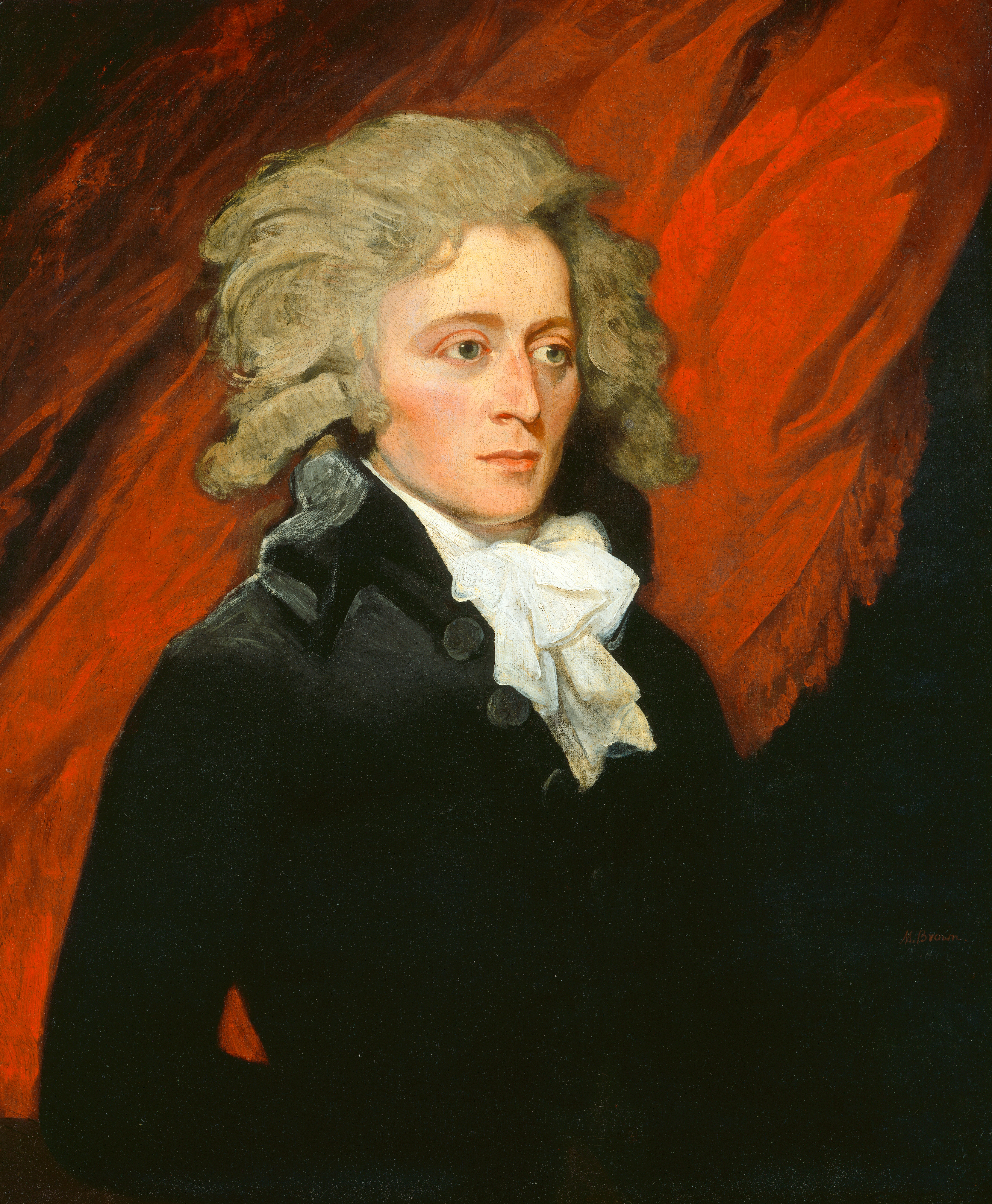
William Vans Murray, 1787

### Klädedräkt
Sedan cirka 1680 hade männens klädedräkt varit indelad i beståndsdelarna (knä)byxor, väst och rock (Justaucorps) över skjorta, som sedan dess kom att bli mansdräktens huvudmodell och som så småningom utvecklades till den moderna kostymen. Denna modell kom i grunden att vara densamma under hela 1700-talet, men den förändrades i snitt, slag, dekor och färg under seklets gång. 
Den bland adeln oftast praktfullt utsmyckade långrock med broderad väst som var på modet under större delen av 1700-talet hade utvecklats ur den militära rock som använts av det franska kavalleriet. Rocken blev populär redan under barocken (cirka 1680), men blev kortare och ljusare i färgen under rokokon.  Under första hälften och mitten av seklet hade rocken vida ärmslag och vida skört. Parallellt med att kvinnornas styvkjolar gjorde kjolarna vida under tiden 1730-1770, växte även skörten på männens rockar och västar i vidd. 
Under 1760- och 70-talen minskade gradvis mansdräkten i storlek och slimmandes av. Ärmarnas slag och manchetter krympte och slätades ut, skörten blev kortare och snävare och västen under rocken kortades av. Under 1770- och 80-talen hade rocken skört endast på baksidan, ärmarna var naturligt långa och snäva och västen slutade vid midjan. Detta gav mansdräkten en snäv och figurnära silhuett. Från 1770-talet blev också det "engelska modet" populärt, vilket var ett alternativt, bekvämare och förenklat vardagsmode, med mjuk helknäppt rock. 
Under hela seklet bars knäbyxor över strumpor och lågskor. Under en resa, jakt eller andra tillfällen som krävde kroppsansträngning bars dock knähöga stövlar som täckte strumporna. 

#### Ytterplagg
Som utomhusbeklädnad bar män liksom kvinnor en slängkappa, en så kallad manteau. Till skillnad från kvinnor bar dock män mer sällan kapuschong till sin kappa. Män kunde dock liksom kvinnor bära en mask för ansiktet för att skydda sig från solen. Under seklet utvecklades även ytterrocken ur den vanliga rocken.

### Frisyrer och hattar

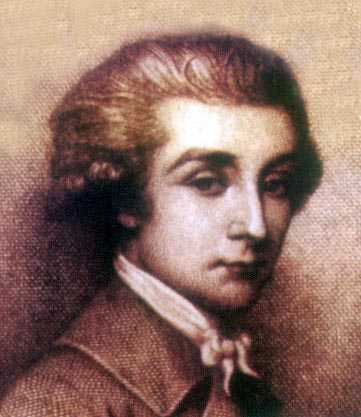
Hans Axel von Fersen.

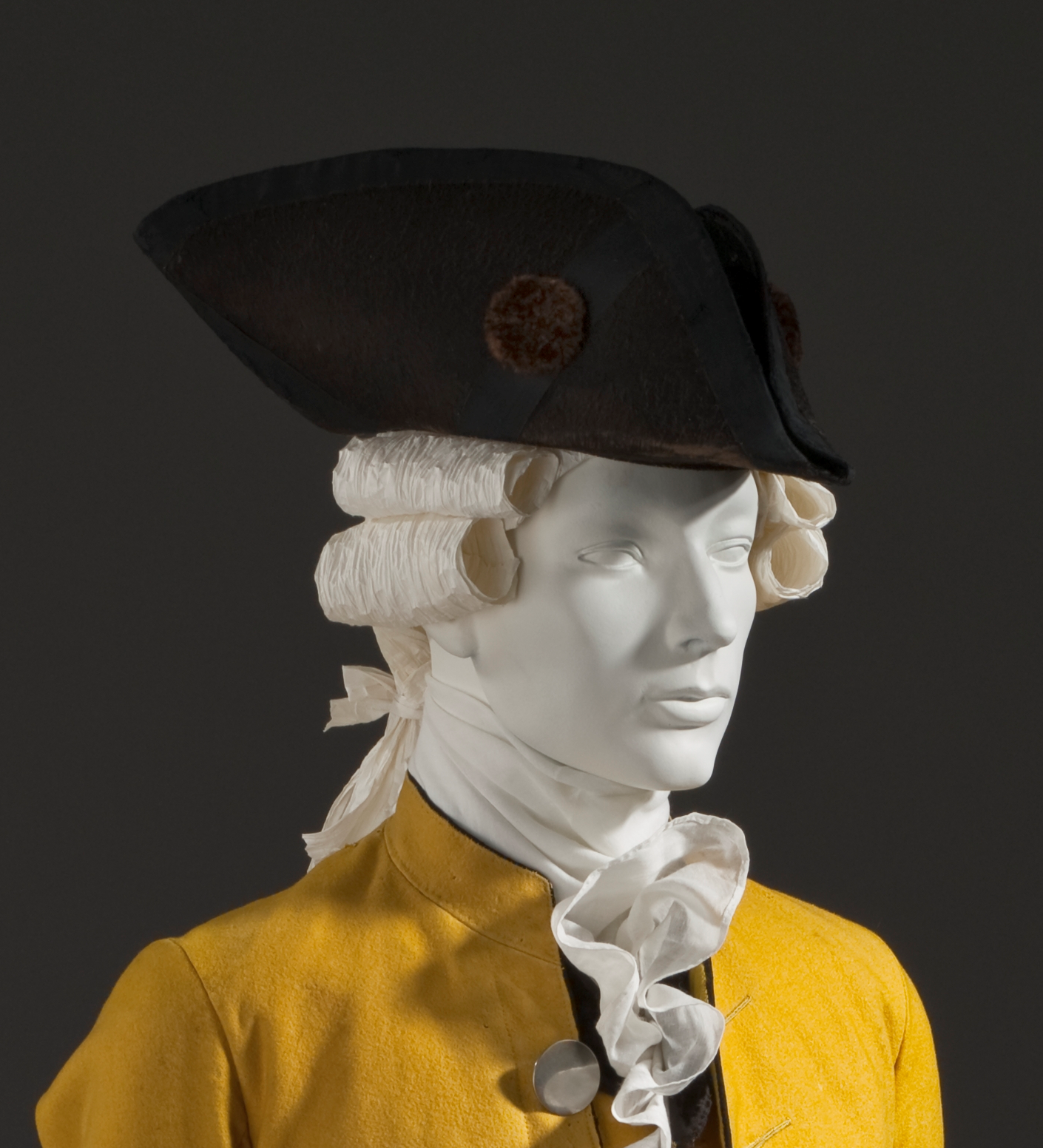
Tricorne hat beaver fur c. 1780

I början av seklet var fortfarande den stora och långa allongeperuken modern, som män bar över rakat huvud. Under 1720-talet avlöstes den av en stramare frisyr med håret kammat slätt över huvudet, lockat i sidorna och samlat i en hårpiska i nacken. En version av denna frisyr var den hårfläta med sidenband som först beordrades inom armén av Fredrik Vilhelm I av Preussen, och som sedan anammades av adeln som i sin tur förde modet vidare till borgarklassens män.
Modet med hårpiska var modernt under nästan hela seklet efter 1720. Till skillnad från hur det varit under allongemodets tid var den nya frisyren möjlig att åstadkomma med ens naturliga hår, och män behövde därför inte nödvändigtvis raka av sig håret och köpa en peruk, utan kunde pudra och frisera sitt eget hår. Att bära peruk var dock fortfarande vanligt. 
Under 1770-talet blev det för män liksom kvinnor modernt att pudra håret vitt och bygga upp det på höjden. Mäns frisyrer byggdes inte upp fullt lika högt som kvinnors, och blev heller inte dekorerat som deras, men även deras frisyrer puffades upp mycket högt under 1770-talet. 
Parallellt med att de höga frisyrerna blev omoderna för kvinnor blev de även omoderna för män under 1780-talet. Även under 1780-talet följdes mäns och kvinnors frisyrmode åt. Håret friserades nu i en fluffig frisyr som ramade in ansiktet, pudrades med allt mer naturliga färger och till slut inte alls. Under 1780-talet var peruker inte längre moderna. 
Män bar under seklet den trekantiga trekornshatten, vars höjd och brätten varierade med modets skiften. Under 1770-talet innebar det höga frisyrmodet att hatten endast bars under armen, då det ingick i hälsningsritualen att svepa med den. Under 1780-talet, när frisyrmodet gjorde det möjligt att bära hatten på huvudet igen, började även andra hattar bli moderna. 

## Allmänt

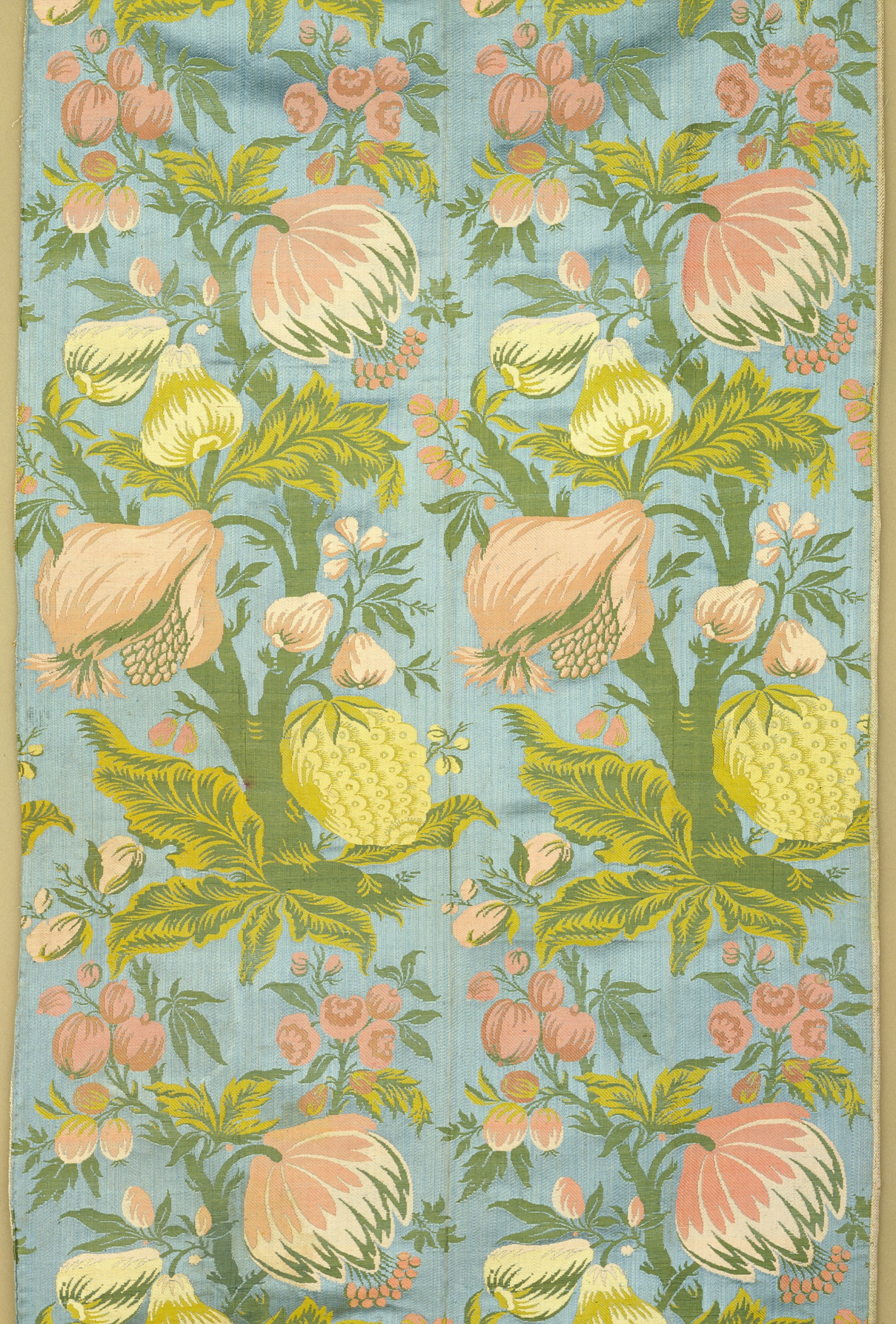
Panel With Design of Fruit Trees LACMA M.82.5

### Färger och mönster
Män och kvinnor använde under 1700-talet samma färger och mönster, och endast under 1780- och 90-talen börjar en större skillnad gradvis framgå. 
Barockens starka färger avlöstes av ljusa pastellfärger, som från 1720- och 30-talen fram till cirka 1780 blev de mest moderna. Under 1780-talet blev vitt den mest moderna färgen, nu i kombination med starkare färger som rött, marinblått, svart och brunt. Det var först under 1780-talet en större könsskillnad började märkas, då kvinnor oftare bar vitt och män oftare märka färger, kanske till en del på grund av den extremt populära chemiseklänningen, som skulle vara vit. 
Blommönstret återkom i stor skala under 1700-talet. Textilier blev blommönstrade, och såväl smycken som andra accessoarer pryddes med både levande och konstgjorda blommor. Kineseri, vilket kunde ges form av till exempel kinesiskt influerat broderi eller textiltryck var också ett drag som var typiskt för 1700-talets mode.
Under 1780-talet började blommor och kineserier försvinna till förmån för klassicismens mer stränga mönster, och randigt eller bara rent enfärgat blev modernt. 

### Kosmetika
Både män och kvinnor sminkade sig och använde parfym under 1700-talet. Man använde rouge, puder och färg till läpparna, dock sminkades inte ögon eller ögonbryn. 
Modet föreskrev att rougefärgen skulle synas tydligt och att det tydligt skulle se konstgjort ut. 
Pudret var dock inte alltid så onaturligt vitt som senare karikatyrer visade, utan kunde också se mer naturligt ut. 
Under 1780-talet, då rokokon började övergå i klassicism, började sminket se alltmer naturligt ut, för att till sist inte vara menat att synas. 

### Skor
Liknande skomode rådde för både kvinnor och män.
1700-talets skor var försedda med en ganska låg klack som var smalare upptill och blev lite tjockare nedtill. De hade vanligtvis ganska spetsiga tår och var utformade ungefär som tofflor med spets eller spänne fram. De kunde vara utsmyckade med broderier, spets och vackra mönster. 

## Galleri

### Kvinnomode

Lovisa Ulrika i mantuaklänning typisk för hela perioden 1730-1770.
Okänd kvinna. Frisyr tätt kring huvudet, med en korkskruvslock och en dekoration, typisk under nästan hela 1700-talet.
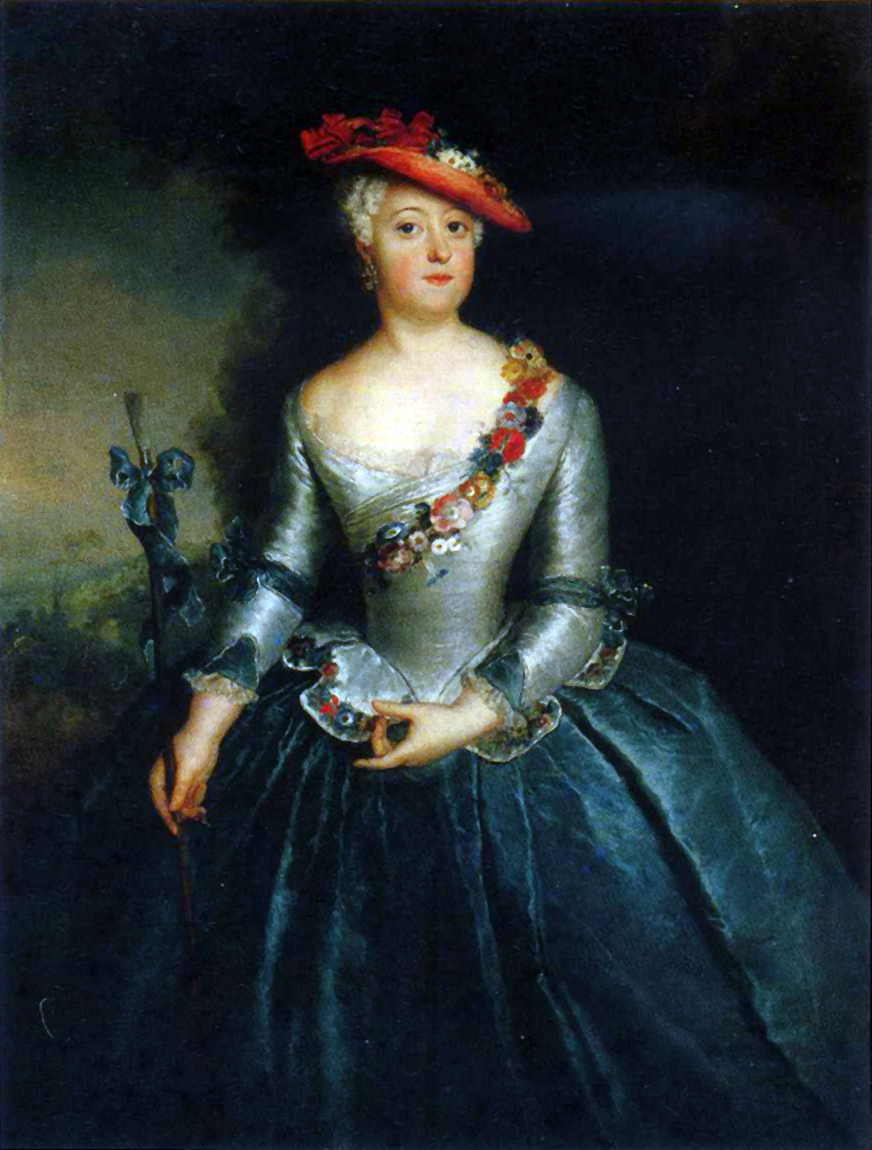
Lovisa Ulrika i caraco och kjol, typisk perioden 1730-1770.
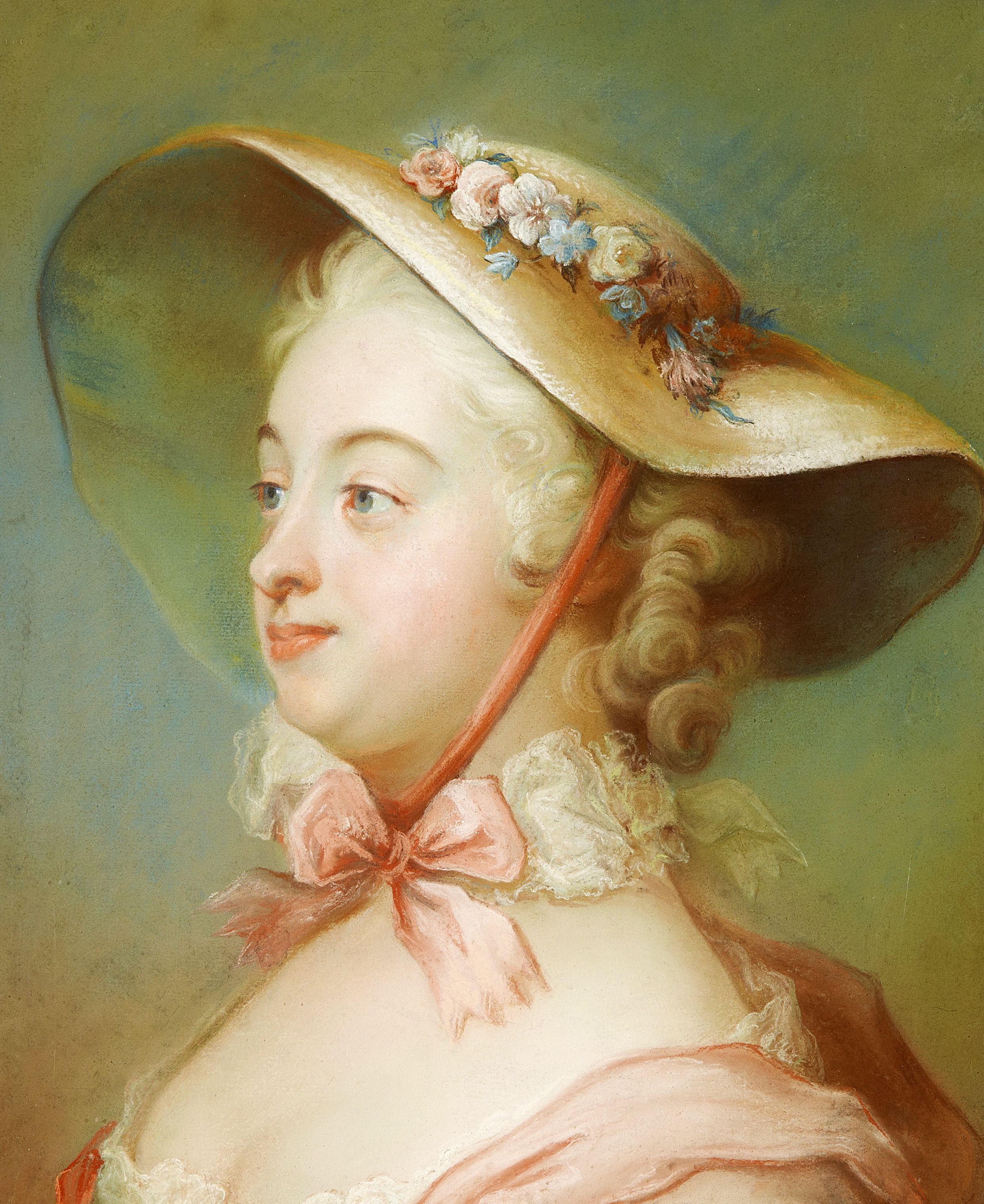
Juliana Dorotea Henck i tidstypisk hatt, 1750.
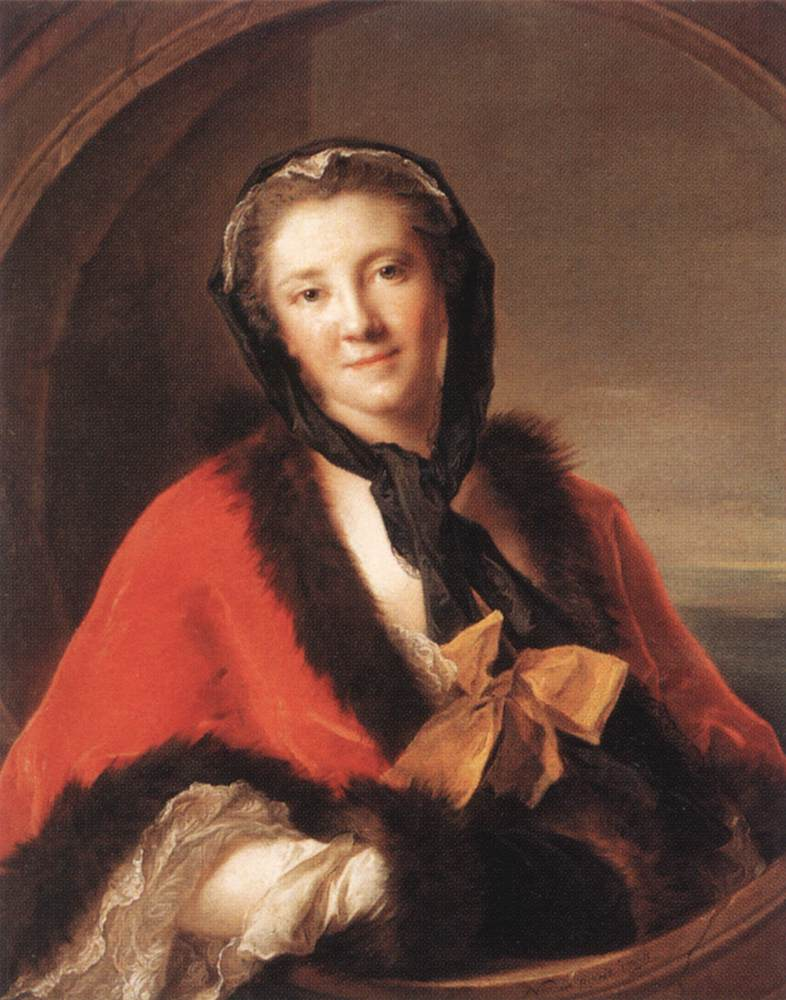
Ulla Tessin i puderkappa och mössa, 1741.
Blommig klänning, i modell robe à la francaise, 1760-tal.
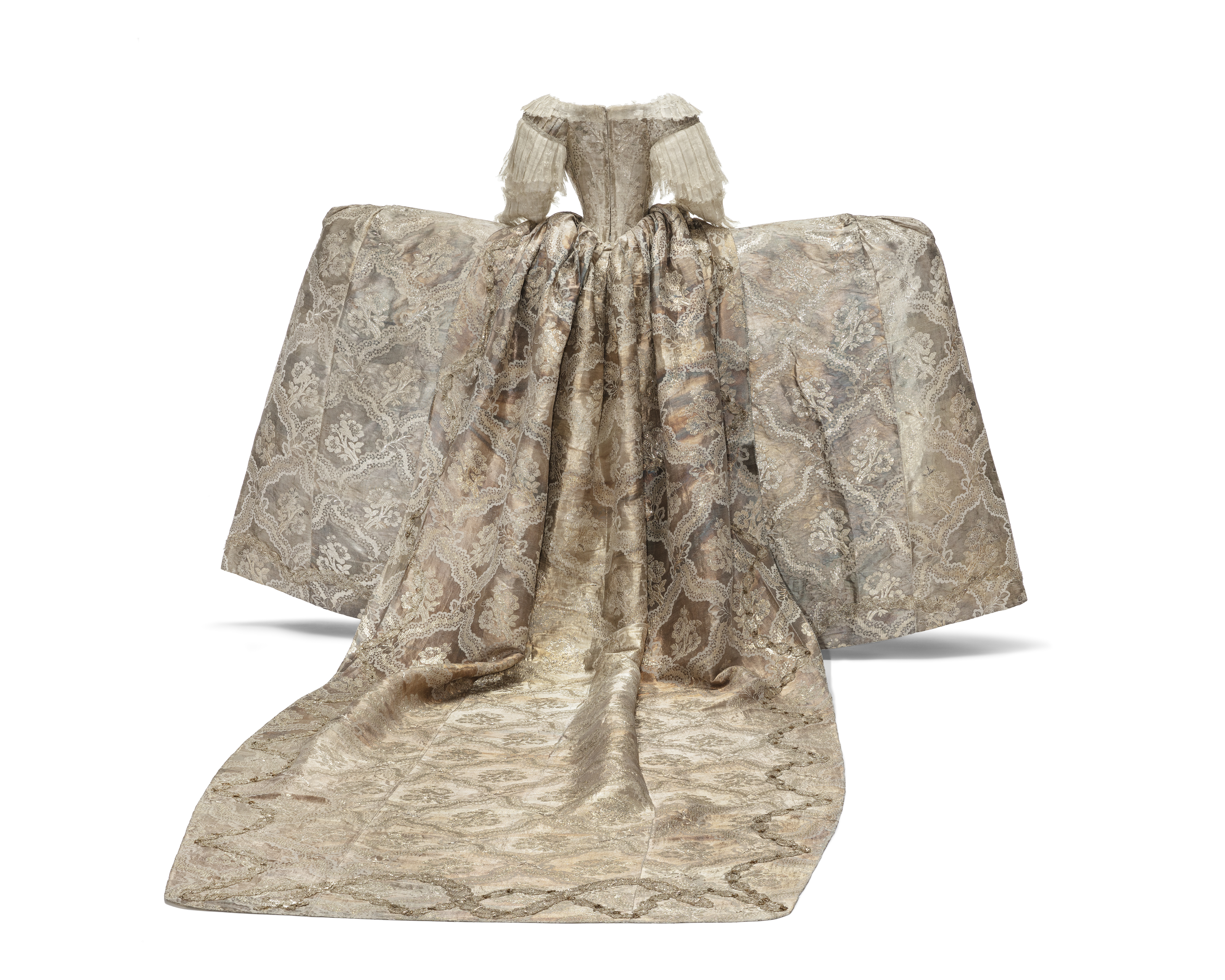
Sofia Magdalenas brudklänning 1766. Mantuamodell med de typiska ärmarna, här med släp.
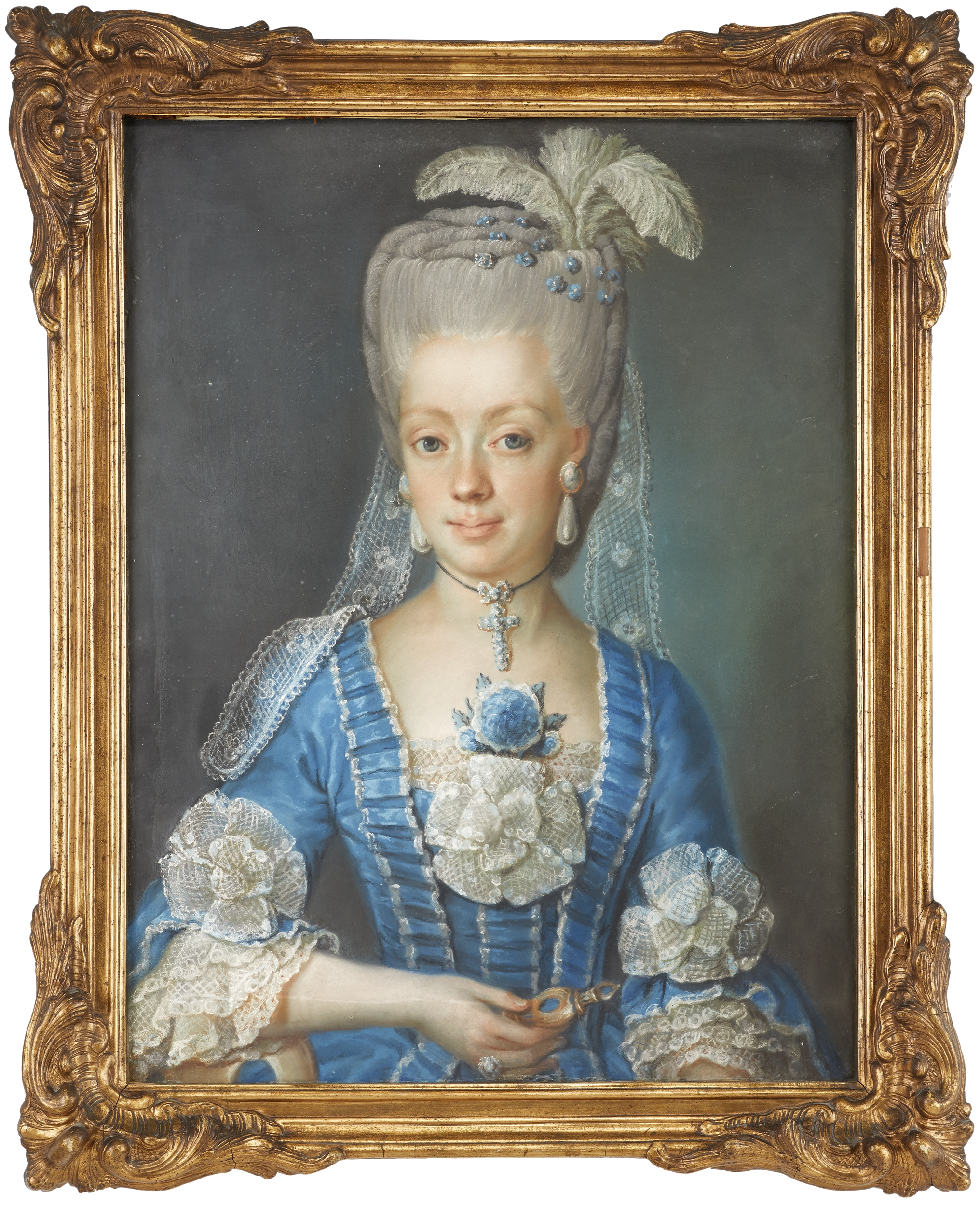
Anna Maria Åbrandt i robe à la francaise-klänning och pouf-frisyr, 1775.
Fingerring med siluett i pouf-frisyr, 1770–1780.
Sophie Hagman i Robe à l'anglaise.
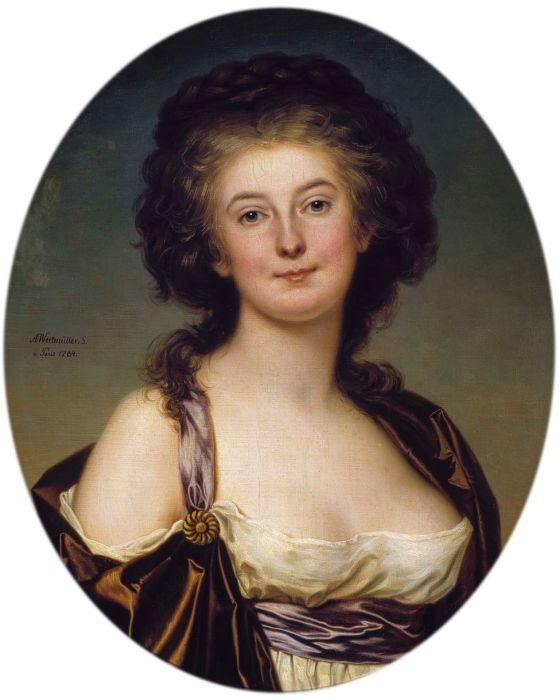
Charlotte Eckerman i 1780-talets fluffiga, vida frisyr och sidenskärp över vit chemiseklänning.
Sko i siden från 1780–1790.

### Mansmode

Per Brahe, 1746–1772, Pastell, Skoklosters slott. Han bär den typiska hårpiska med rosett och sidolockar som var modern under nästan hela seklet.
Väst, 1700-talets mitt.
Livré av typ som ska ha använts av kung Adolf Fredriks anställda, 1754.
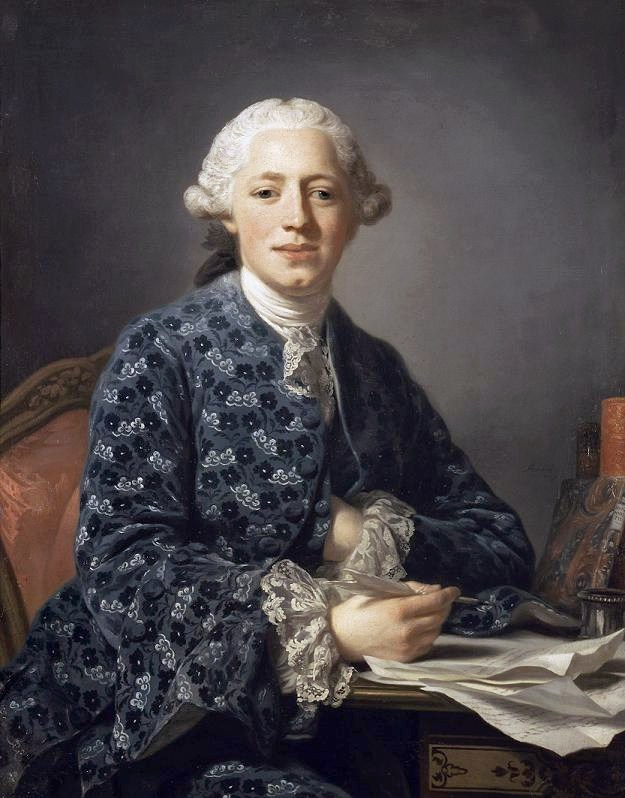
Thure Leonard Klinckowström, 1758
Ritstudie pojke, 1700-tal.
Porslinsfigur från Tyskland tillverkad under 1700-talets andra hälft.
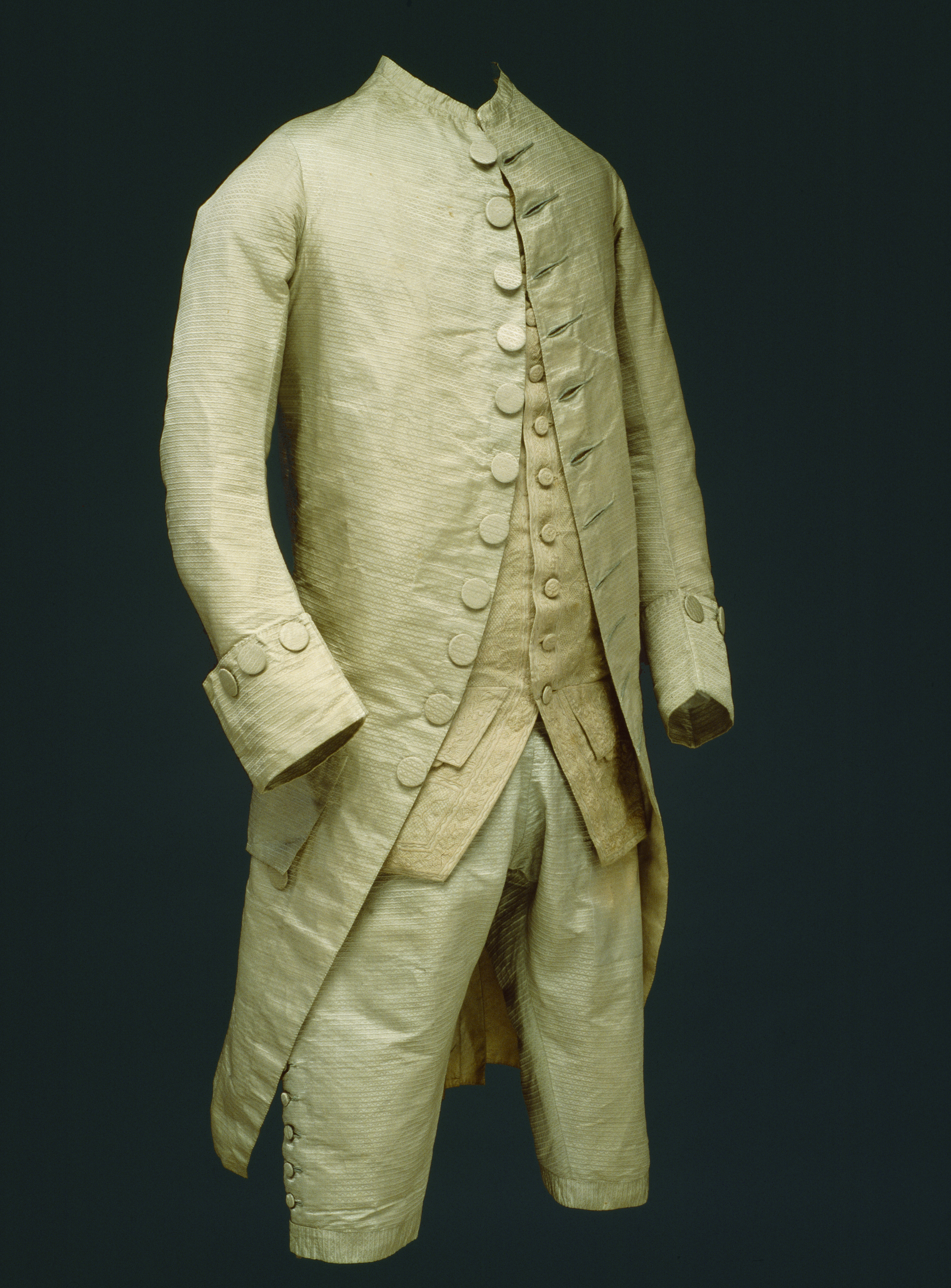
Gustav IIIs celadondräkt, 1777
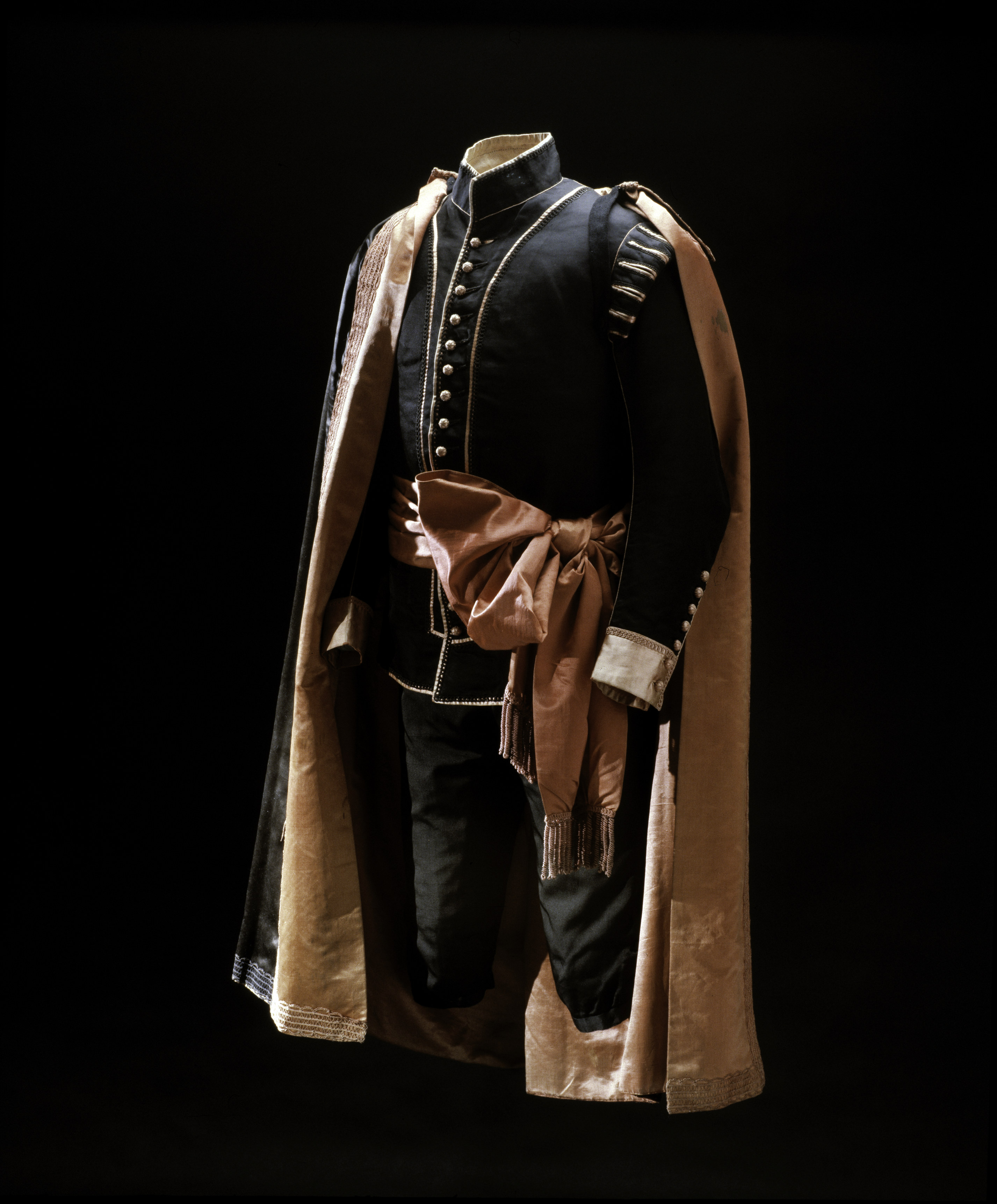
Nationella dräkten, 1700-talets slut, Livrustkammaren. Den var specialdesignad av Gustav III och följde inte det samtida modet.
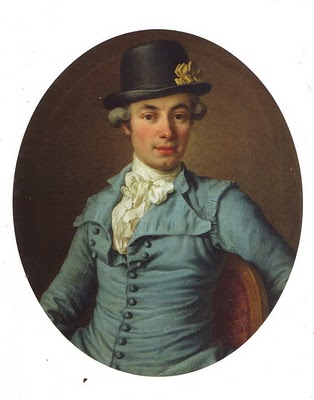
Adolf Ludvig Stierneld, 1780.
Hängsmycke med Gustav III, från 1700-talets slut. Gåva från Gustav III till greve Samuel af Ugglas.
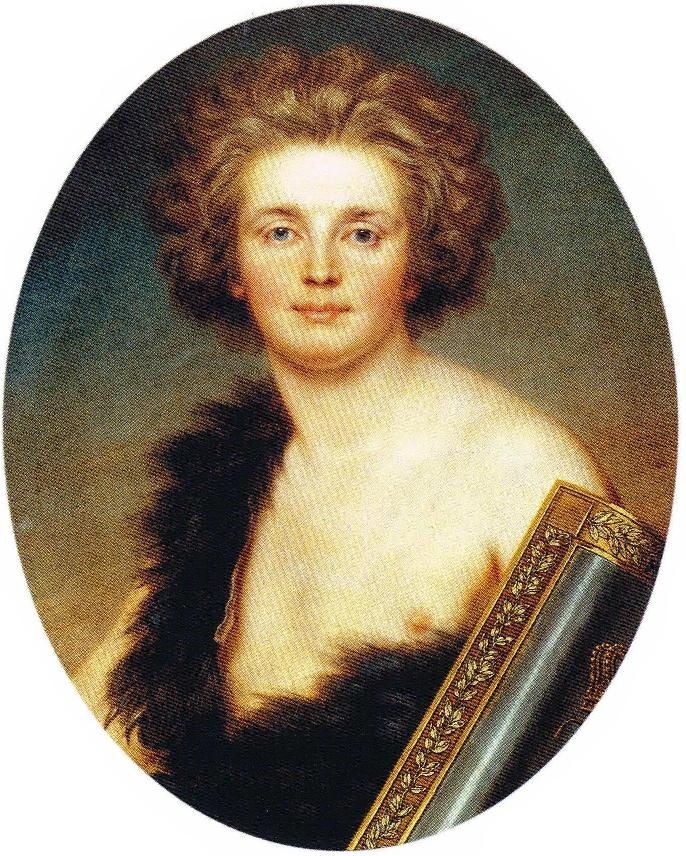
Gustaf Mauritz Armfelt i 1780-talets stora hår.

### Allmänt

Diamantring dekorerad med kräfta i sten, från 1700-talets första hälft.
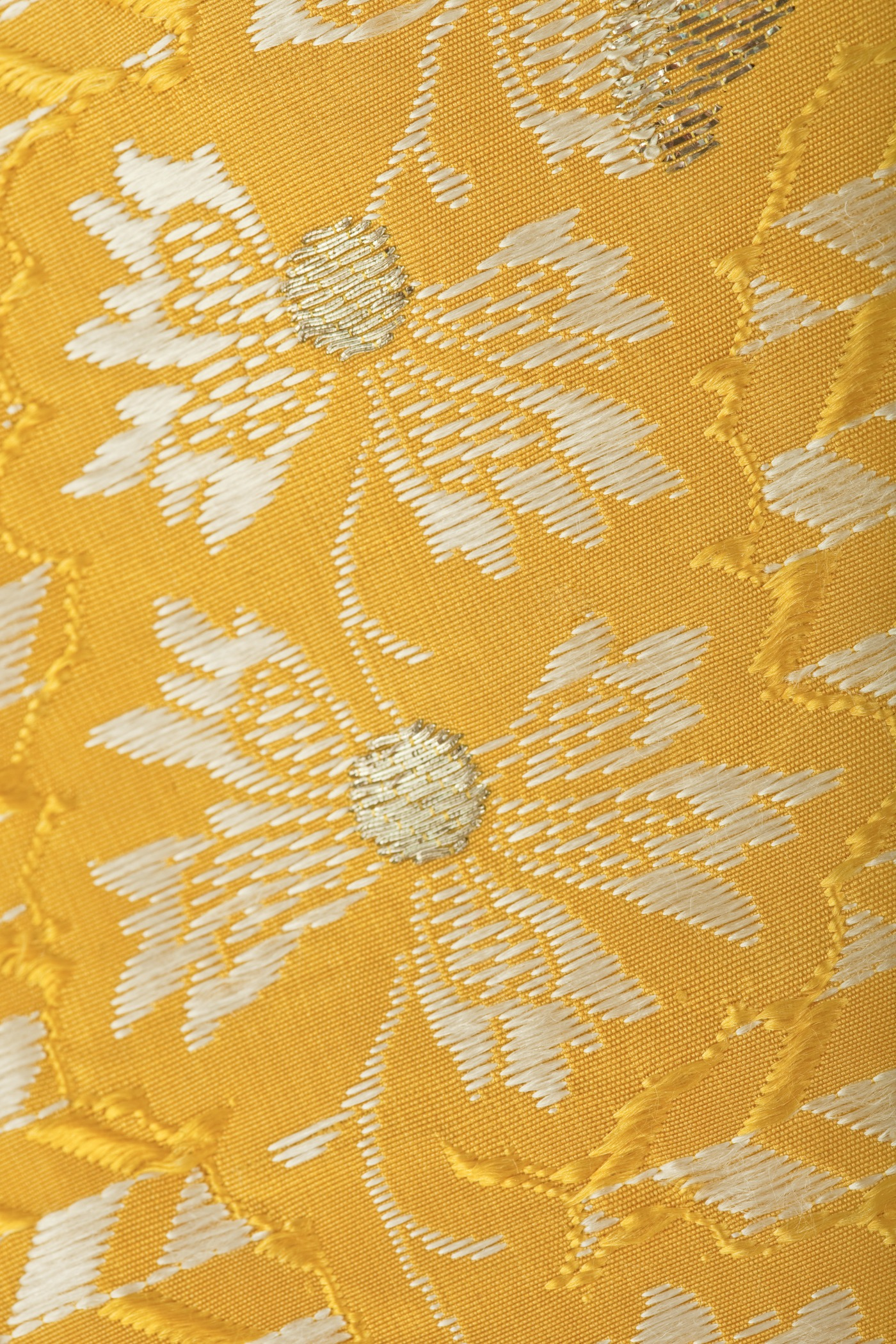
Robe a la Francaise
Koppar från Ludwigsburg, 1770 cirka.
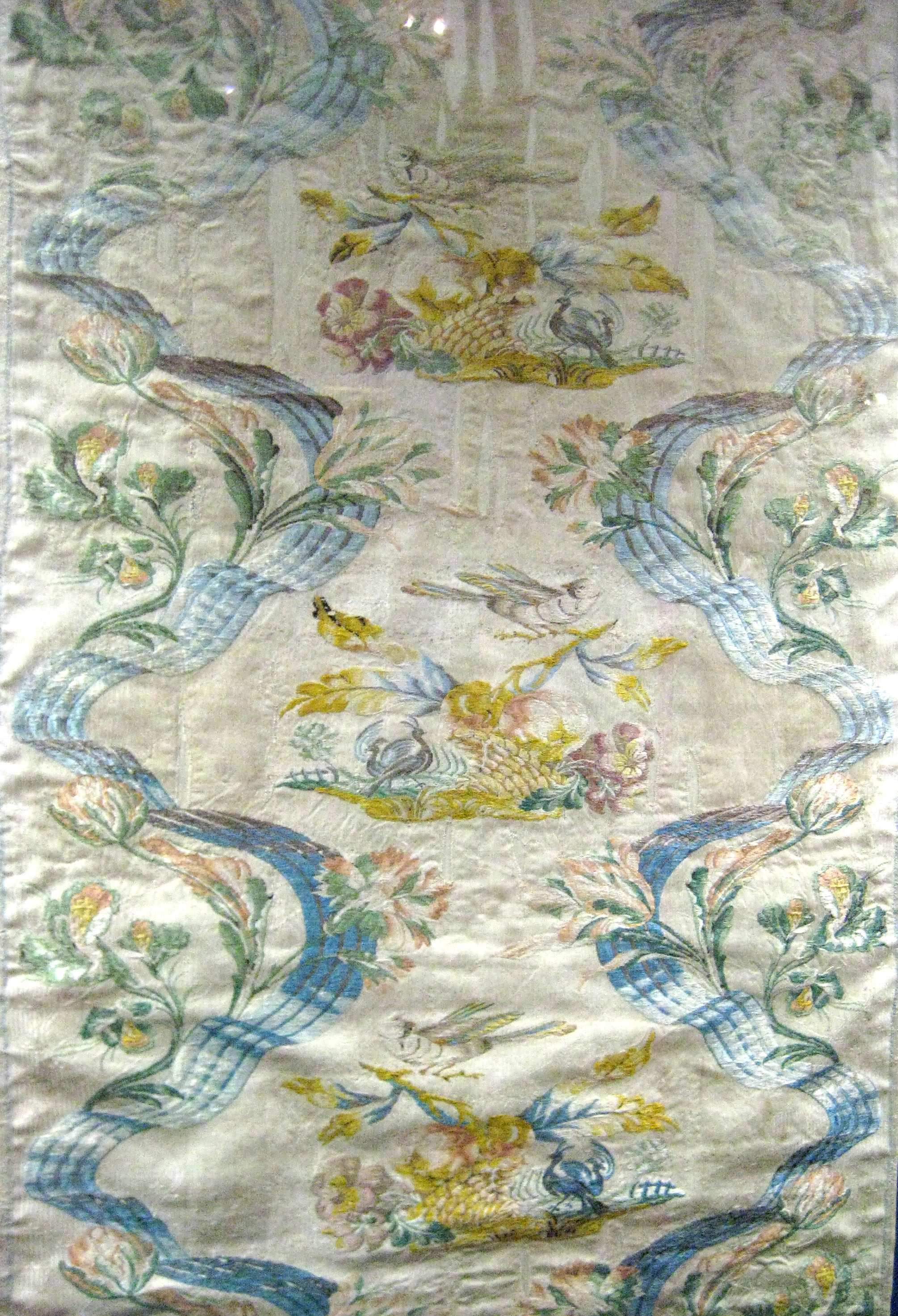
Ryskt siden.
Örhängen med pärlor, rubiner och rosenstenar, 1700-tal.